# Mandalay Bay Resort and Casino
Mandalay Bay Resort and Casino – luksusowy hotel i kasyno, położony przy ulicy Las Vegas Strip w Paradise, w stanie Nevada. Stanowi własność MGM Resorts International i jest połączony darmową linią tramwajową z siostrzanymi obiektami: Excaliburem oraz Luxorem.
Budynek składa się z 3309 apartamentów hotelowych, kasyna o powierzchni 12 500 m² oraz zajmującego 93 000 m² centrum konferencyjnego Mandalay Bay Convention Center. Pięć pięter (35–39) Mandalay Bay otrzymało wyróżnienia pięciu gwiazdek oraz pięciu diamentów AAA.

## Historia
31 grudnia 1996 roku wyburzono hotel Hacienda, w miejscu którego miał w przyszłości powstać Mandalay Bay. Projekt pochłonął 950 milionów dolarów i otrzymał roboczą nazwę Project Paradise. Nadanie ostatecznej nazwy Mandalay Bay nastąpiło w 1998 roku.

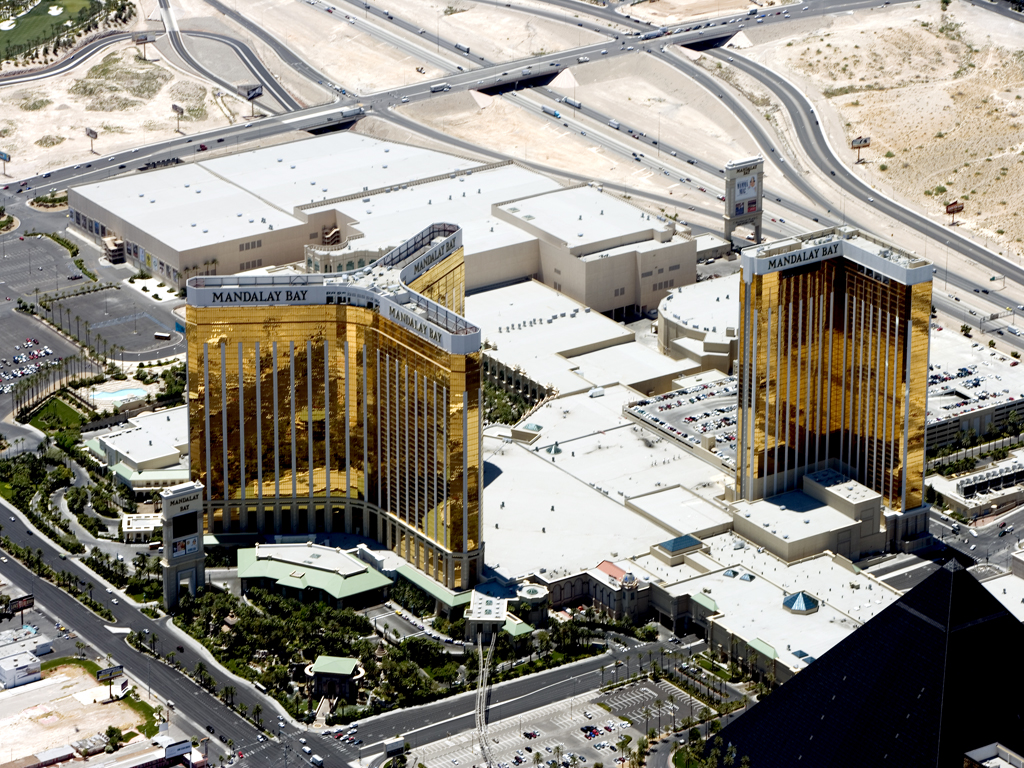
Mandalay Bay w 2007 roku

Oficjalne otwarcie kompleksu miało miejsce 2 marca 1999 roku, a w ceremonii brali udział Dan Aykroyd, Jim Belushi i John Goodman, którzy poprowadzili paradę motocykli Harley-Davidson aż do głównego wejścia, co było jednym z symbolicznych elementów uroczystości.
W styczniu 2003 roku otwarto należące do Mandalay Bay centrum konferencyjne, które ówcześnie stanowiło piąty co do wielkości obiekt tego typu w Stanach Zjednoczonych. W tym samym roku oddano do użytku nową, 43-piętrową wieżę z 1120 apartamentami, zwanymi THEhotel at Mandalay Bay. Na ostatnim piętrze THEhotel znajduje się restauracja oraz bar, do którego wstęp mają wyłącznie osoby pełnoletnie.
Mandalay Bay jest połączony z Luxorem linią tramwajową oraz pasażem w centrum handlowym Mandalay Place.
1 października 2017 z okien hotelu Stephen Paddock zabił ponad 50 osób.

### Mandalay Bay w mediach
- 1999: Kumpel do bicia
- 2003–2005: Las Vegas
- 2003: Fear Factor
- 2006–2008: CSI: Crime Scene Investigation
- 2006: Rocky Balboa
- 2007: Ocean’s Thirteen
- 2009: Kac Vegas
- 2009: Top Chef
- 2009: The Amazing Race 15

## Atrakcje

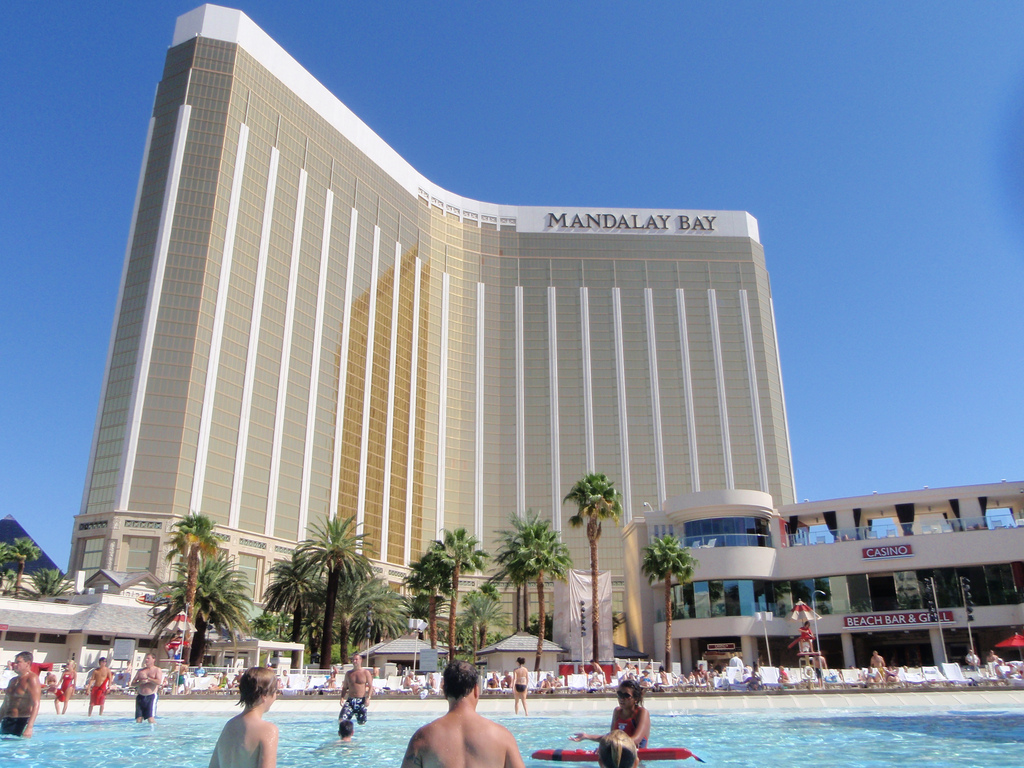
Widok na hotel oraz część Mandalay Beach

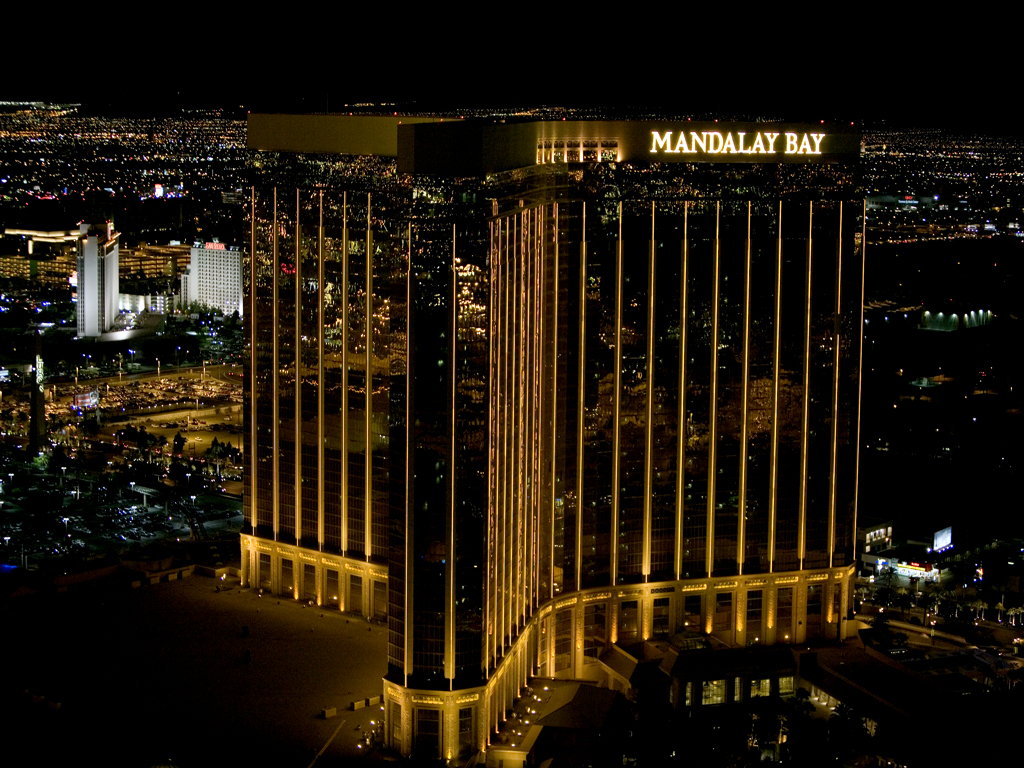
Mandalay Bay nocą

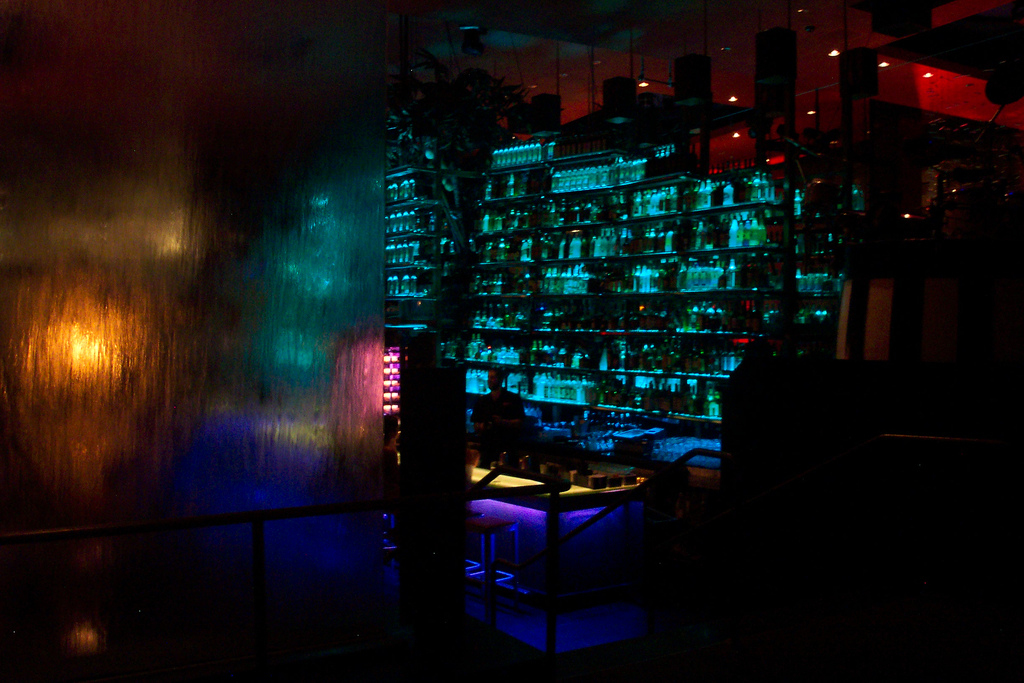
Fragment wnętrza klubu nocnego RumJungle

W Mandalay Bay przez kilka lat, aż do stycznia 2009 roku, wystawiana była sztuka Mamma Mia!. Jej miejsce 15 maja tego samego roku zajęła produkcja Disneya, Król lew.
Na terenie obiektu znajduje się zajmująca 4,5 ha Mandalay Beach, w skład której wchodzą trzy podgrzewane baseny, basen z falami z wydzieloną częścią dla dzieci oraz tzw. lazy river z małym wodospadem. Utrzymany w stylu europejskim basen Moorena, posiada prywatny bar oraz przyzwolenie na kąpiele topless. Z tego powodu Moorena oddzielony jest od pozostałych basenów przyciemnianymi szybami, a prawo wstępu mają jedynie osoby, które ukończyły 21 lat. Na obszarze Mandalay Beach znajdują się również dwie restauracje.
Mandalay Beach zdobywała przez siedem lat z rzędu, aż do 2006 roku, wyróżnienia dla najlepszych basenów w Las Vegas według czytelników Las Vegas Review Journal.
W Mandalay Bay znajduje się akwarium morskie Shark Reef Aquarium, stanowiące trzeci pod względem wielkości zbiornik tego typu na terenie Ameryki Północnej. Do innych popularnych atrakcji hotelu należy House of Blues, będąca jednocześnie restauracją i obiektem koncertowym o pojemności 1800 miejsc. Na ostatnim piętrze Mandalay Bay znajduje się House of Blues Foundation Room z ogromną jadalnią, prywatnymi pomieszczeniami oraz tarasem z widokiem na Las Vegas Strip.
Od początku istnienia, w Mandalay Bay funkcjonowało wiele klubów nocnych, jednak do tej pory przetrwał jedynie jeden, RumJungle. W sumie na terenie hotelu znajdują się 24 restauracje i kawiarnie.

### Obiekty rozrywkowe
- Mandalay Bay Events Center
- Mandalay Bay Theatre
- House of Blues
- The Beach at Mandalay Bay